# Букери
Букери (итал. Buccheri) је насеље у Италији у округу Сиракуза, региону Сицилија.
Према процени из 2011. у насељу је живело 1860 становника. Насеље се налази на надморској висини од 815 м.

## Становништво
| 1936. | 1951. | 1961. | 1971. | 1981. | 1991. | 2001. | 2011. |
| ----- | ----- | ----- | ----- | ----- | ----- | ----- | ----- |
| 4.854 | 4.382 | 3.894 | 2.712 | 2.854 | 2.755 | 2.320 | 2.133 |